# 中华槽舌兰
中华槽舌兰（学名：Holcoglossum sinicum）为兰科槽舌兰属下的一个种。其种加词sinicum，意为“中华的”。